# Yuzo Takamido
Yuzo Takamido (in giapponese 高御堂雄三; Ichinomiya, 11 gennaio 1988) è un ex pattinatore di short track giapponese.

## Biografia
Ha rappresentato il Giappone ai Giochi olimpici di Vancouver 2010, dove si è classificato ventesimo nei 1000 metri e ventinovesimo nei 1500 metri.
Ha ottenuto il primo successo internazionale ad una grande manifestazione sportiva vincendo l'argento con Daisuke Uemura, Ryosuke Sakazume, Takahiro Fujimoto, nella staffetta 5000 metri, ai Giochi asiatici invernali di Astana e Almaty 2011.
Ai Giochi olimpici di Soči 2014 si è classificato ventesimo nei 1000 metri ed è stato squalificato nei 1500 metri.

## Palmarès
- Giochi asiatici invernali

Astana e Almaty 2011: argento nella staffetta 5000 m;